# Pedregalgulhake
Pedregalgulhake (Geothlypis nelsoni) är en fågel i familjen skogssångare inom ordningen tättingar. Den förekommer enbart i Mexiko. Fågeln minskar i antal, men beståndet anses ändå vara livskraftigt.

## Utseende och läte
Pedregalgulhaken är en typisk medlem av släktet Geothlypis, mest lik den vida spridda gulhaken men med slankare näbb och proportionellt längre stjärt. Hanen har en bred svart ansiktsmask, kantad ovan av ett grått band. Resten av huvudet och ovansidan är matt olivgrön. Undersidan är gul, på buken något ljusare och med olivgrön anstrykning på flankerna. Ögat är mörkt och näbben svart, dock ljus på nedre näbbhalvan utanför häckningstid. Honan saknar hanens huvudteckning och har istället matt olivgrönt på örontäckare och hjässa samt ett ljusgrått streck ovan tygeln.
Sången liknar gulhakens, en serie med "witchy", men fraserna består av två snarare än tre stavelser och avslutas med kraft. Det vanligaste lätet är ett torrt "tchip" eller "tchrrek", men även "tchk" likt gråhuvad skogssångare och torra Troglodytes lika skallrande ljud kan också höras.

## Utbredning och systematik
Pedregalgulhaken förekommer enbart i Mexiko. Den delas in i två underarter med följande utbredning:
- Geothlypis nelsoni nelsoni – förekommer i östra Sierra Madre Oriental i Mexiko från Coahuila till Veracruz och norra Puebla
- Geothlypis nelsoni karlenae – förekommer i södra Mexikos högland från området kring Mexico City till Puebla och nordliga och centrala delarna av Oaxaca

Det har föreslagits att taxonet karlenae eller ett obeskrivet taxon förekommer på Volcanes de Colima i västra Mexiko. Genetiska studier visar att arten troligen står närmast gulhaken (G. trichas) och altamiragulhaken (G. flavovelata).

## Levnadssätt
Pedregalgulhaken hittas i bergskedjan Sierra Madre Oriental och i Mexikos centrala högländer, vanligen i torr, buskrik miljö med olika sorterts kaktus och i chaparral på mellan 1400 och 3100 meters höjd. Den livnär sig på insekter och andra ryggradslösa djur som den fångar lågt ner i täta snår. Kunskapen om dess häckningsbiologi är begränsad, men adulta fåglar med mat till ungar har noterats maj–juli. Boet är en skål av gräs som placeras lågt ner i en grästuva.

## Status
Arten har en rätt begränsad världspopulation uppskattad till färre än 50.000 individer. Den minskar också i antal, dock inte tillräckligt kraftigt för att anses vara hotad. Internationella naturvårdsunionen IUCN listar den därför som livskraftig (LC).

## Namn
Dess vetenskapliga namn är en hyllning till den amerikanske zoologen Edward William Nelson (1855-1934). Fram tills nyligen kallades den nelsongulhake även på svenska, men justerades 2022 till ett enklare och mer informativt namn av BirdLife Sveriges taxonomikommitté. Pedregal är ett mexikanskt namn på halvtorra buskmarker med inslag av kaktus som hittas på höglänta lavabäddar i centrala Mexiko.